# Кафаяте
Кафая́те (ісп. Cafayate) — місто в аргентинській провінції Сальта; адміністративний центр однойменного департаменту.

## Географія
Лежить у долині Кальчакі поміж Пампінськіх гір на півдні провінції Сальта.

### Клімат
Місто знаходиться у зоні, яка характеризується океанічним кліматом субтропічних нагір'їв. Найтепліший місяць — січень із середньою температурою 20,6 °C. Найхолодніший місяць — червень, із середньою температурою 9,1 °С.
| Клімат Кафаяте          | Клімат Кафаяте | Клімат Кафаяте | Клімат Кафаяте | Клімат Кафаяте | Клімат Кафаяте | Клімат Кафаяте | Клімат Кафаяте | Клімат Кафаяте | Клімат Кафаяте | Клімат Кафаяте | Клімат Кафаяте | Клімат Кафаяте | Клімат Кафаяте |
| Показник                | Січ.           | Лют.           | Бер.           | Квіт.          | Трав.          | Черв.          | Лип.           | Серп.          | Вер.           | Жовт.          | Лист.          | Груд.          | Рік            |
| Середня температура, °C | 20,6           | 19,7           | 18,2           | 15,4           | 12,4           | 9,1            | 9,1            | 11             | 13,8           | 17,1           | 19,2           | 20,6           | 15,5           |
| Норма опадів, мм        | 107            | 88.1           | 64.9           | 18.1           | 4.7            | 4.7            | 2.3            | 4.6            | 6.5            | 18.1           | 41.8           | 75             | 435.8          |
| Днів з опадами          | 12,8           | 12,1           | 11,2           | 5,6            | 2,9            | 2,1            | 1,6            | 1,7            | 2,6            | 5,1            | 7,6            | 11,4           | 76,7           |
| Вологість повітря, %    | 66.9           | 71             | 72.2           | 70.1           | 68.5           | 66.6           | 60.3           | 52.9           | 50.2           | 52.5           | 56.8           | 61.5           | 62.5           |
| ----------------------- | -------------- | -------------- | -------------- | -------------- | -------------- | -------------- | -------------- | -------------- | -------------- | -------------- | -------------- | -------------- | -------------- |
| Джерело: Weatherbase    |                |                |                |                |                |                |                |                |                |                |                |                |                |